# Torcy-le-Grand, Seine-Maritime

Torcy-le-Grand este o comună în departamentul Seine-Maritime, Franța. În 1 ianuarie 2022 avea o populație de 793 de locuitori.